# 抵美
抵美，是台灣宜蘭縣壯圍鄉的一個傳統地域名稱，位於該鄉西北部。相較於今日行政區，其範圍大致為美城村西北部。

## 歷史
台灣清治末期，抵美地區為一街庄，稱為「抵美庄」，隸屬於四圍堡。該庄東與土圍庄為鄰，南與五間庄為鄰，西邊為武暖庄，北邊為踏踏庄。
1901年（日治明治三十四年）11月，廢縣廳改設二十廳，該庄隸屬於宜蘭廳，編入第二區。1905年（明治三十八年）7月，該區改名「四圍區」。1909年（明治四十二年）10月，合併二十廳為十二廳，該庄仍隸屬於宜蘭廳。1920年（大正九年），廢十二廳改設五州二廳，該庄改制為「抵美」大字，隸屬於臺北州宜蘭郡壯圍庄。
戰後壯圍庄改制為壯圍鄉，隸屬於臺北縣，大字亦改制為村。1950年10月，北、基、宜分治，壯圍鄉改隸屬於宜蘭縣。

## 聚落
本地區發展較早的聚落有抵美社、下抵美、武暖埔等，在日治期初期的官方地圖上已有記載。

## 交通
國道5號又稱「北宜高速公路」，是橫跨台灣東西部的高速公路，大致以北偏西—南偏東走向經過本地區西部。境內未設交流道，北側最近的是省道台9線交會口南邊的頭城交流道，南側最近的是省道台7線交會口的宜蘭交流道。由該道路向北可前往礁溪、頭城西南部、坪林、石碇、南港並止於國道3號南港系統交流道，向南可前往宜蘭、羅東、蘇澳等地。
縣道191號（美功路二段）是頂埔至宜蘭的道路，大致以北偏東—南偏西走向經過本地區中部。由該道路向北偏東可前往踏踏、茅埔、五股、大塭、二圍東南端、中崙、頂埔並止於省道台2庚線路口，向南偏西可前往五間、壯七並止於宜蘭市區東側的省道台7線路口。
縣道192號（大福路三段）是礁溪龍潭至大福的道路，大致以西南—東北走向經過本地區東南部邊界外不遠處。由該道路向西南可前往五間、辛子罕、一結南部、大坡龍潭並止於梅洲二路路口，向東北可前往土圍、車路頭、大福地區北部並止於省道台2線路口。
鄉道宜8線（永美路三段）是龍潭至永鎮的道路，大致以西北西—東南東走向經過本地區中部。由該道路向西北西可前往武暖、四結、大陂龍潭並止於鄉道宜5線路口，向東南東可前往土圍西南部、古亭笨、十三股北部、三塊厝永鎮並止於省道台2線路口。